# Фелінув (Люблінське воєводство)
Фелінув (пол. Felinów) — село в Польщі, у гміні Модлібожиці Янівського повіту Люблінського воєводства.
Населення — 146 осіб (2011).
У 1975-1998 роках село належало до Тарнобжезького воєводства.

## Демографія
Демографічна структура станом на 31 березня 2011 року:
|          | Загалом | Допрацездатний вік | Працездатний вік | Постпрацездатний вік |
| -------- | ------- | ------------------ | ---------------- | -------------------- |
| Чоловіки | 73      | 21                 | 43               | 9                    |
| Жінки    | 73      | 23                 | 34               | 16                   |
| Разом    | 146     | 44                 | 77               | 25                   |